# Premi Joan Duch de poesia per a joves escriptors
El premi Joan Duch de poesia per a joves escriptors és un premi literari per a poetes joves en llengua catalana, convocat per la Comissió del Premi Literari Joan Duch, l'Ajuntament de Juneda i l'Editorial Fonoll, amb la col·laboració de l'Institut d'Estudis Ilerdencs, la Diputació de Lleida i la família Duch. S'hi presenten obres inèdites escrites per persones menors de 35 anys. A partir de l'any 2025, el premi té una dotació de 2.000 euros.
El premi es dona en homenatge del poeta noucentista de Juneda Joan Duch i Arqués.

## Guanyadors
- 1999 - Amadeu Vidal, Joan Graell, Roser Guasch, Alexandre Navarro, Guillem Alfocea, Txema Martínez, per Batecs
- 2000 - Jordi Tristany, Joel Bagur, Guillem Alfocea, J. Duran, Daniel Martínez i Ten, per Trànsit poètic
- 2001 - Daniel Martínez i Ten, Manel Marí, Jordi Julià, Joan Graell, Sílvia Pons, per Fars
- 2003 - Tomàs Ivan Alcázar, Neus Cabrero, Vicent Almela, Mariona Gené, Mireia Companys, Òscar Bernaus, per Salvatges silencis
- 2004 - Joan Fontana, Enric Boluda, Roc Casagran, Gabriel Pena, Irene Tarrimas, Jordi Masbernat, per Trista joia
- 2005 - Israel Clarà, Roc Casagran, Mireia Companys, Laia Noguera, Sergio Roche, Jordi Masbernat, per Bellesa ferotge
- 2006 - Irene Clarà, David Jané, Jordi Masbernat, Sergio Roche, Mariona Gené, Cristina Farrerons, per Esguards sincers
- 2007 - Sergio Roche, Vicenç Amorós, Enric Boluda, Ester Brescó, Lluís Vicent Banyuls, per Primaveres imperfectes
- 2008 - Xevi Pujol, per Mar encesa
- 2009 - Carles Dachs Clotet, per Suc de llum
- 2010 - Emili Sánchez-Rubio, per El ginjoler vessant son fruit
- 2011 - Vicenç Ambrós i Besa, per Asimetria
- 2012 - Anna Pantinat i Hernández, per Construcció de la nit
- 2013 - Xavier Zambrano, per Malvestats i paisatges
- 2014 - Joana Castells Savall, per Dels sécs del vent[4]
- 2015 - Ester Suñé Cugat, per El·líptica[5]
- 2017 - Anna Gas i Serra, per Crossa d'aigua[6]
- 2018 - Llorenç Romera Pericàs, per I l'ànima em penjava així
- 2019 - Irene Anglada, per Nusos d'incendi[7]
- 2020 - Carlos Minuchin Vilafranca, per Magma[8]
- 2021 - Laura G. Ortensi, per Matar la mare[2]
- 2022 - Pep Sanz, per La mutació dels pollastres[9]
- 2023 - Laia Pujol Abizanda, per Les bèsties mudes[10]
- 2024 - Mireia Ibáñez Cid, per Esta negra mala herba[11]
- 2025 - Maria Garcia Garau, per Entreforc[12]